# Torre MSC
A Torre Unipol é um arranha-céu da cidade de Gênova, na Itália.

## História
A construção do edifício, conhecido durante a fase de desenvolvimento como Centro Direzionale di San Benigno - Comparto 2, começou em 2008 e foi concluída em 2014.

## Descrição
O arranha-céu, que possui 23 andares, atinge uma altura de 100 metros, o que o torna o quinto edifício mais alto de Gênova. A estrutura é composta por uma base de 10 andares destinada a estacionamentos, sobre a qual se apoiam três volumes interligados ocupados por espaços comerciais e escritórios.

## Galeria

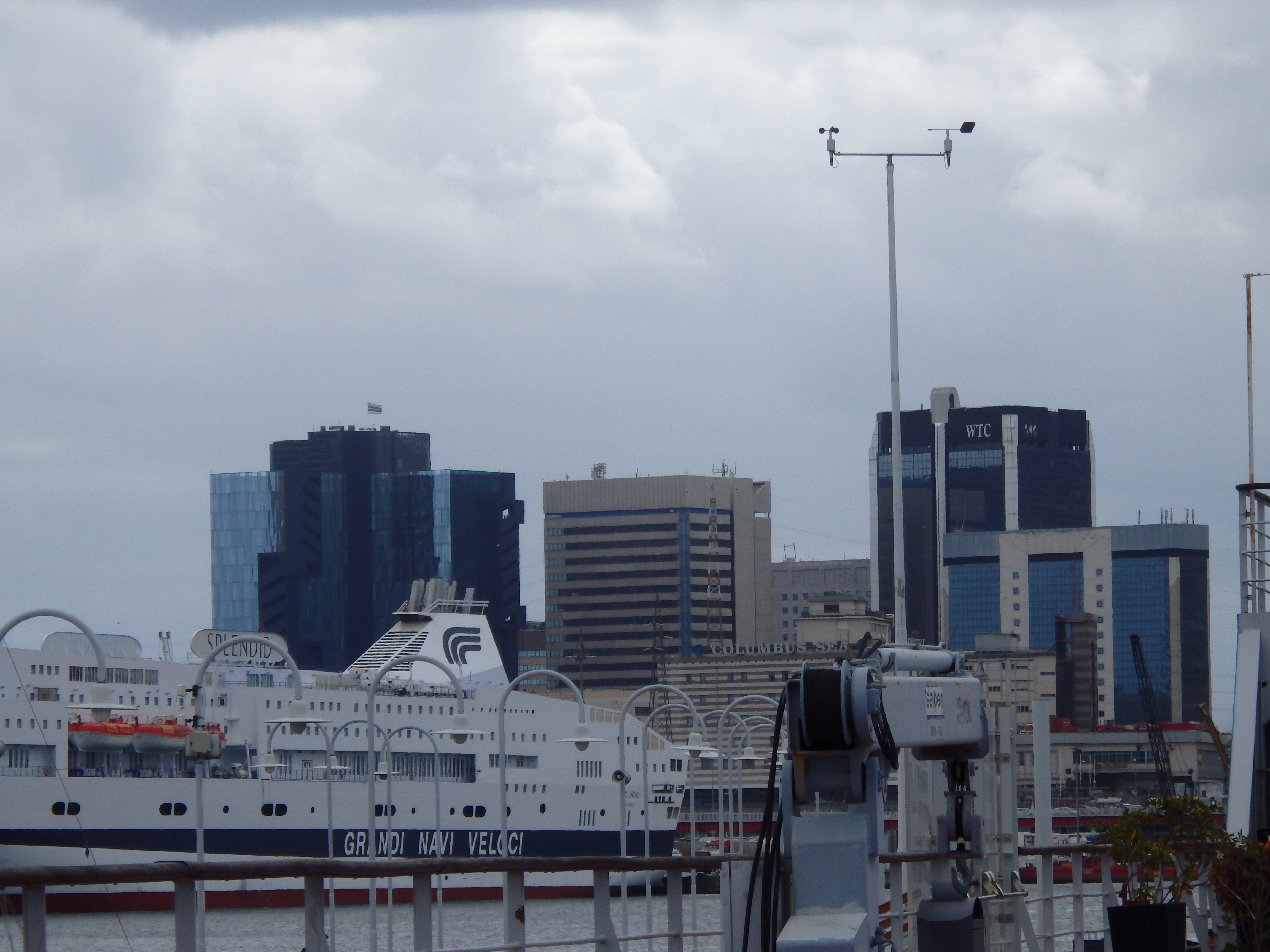
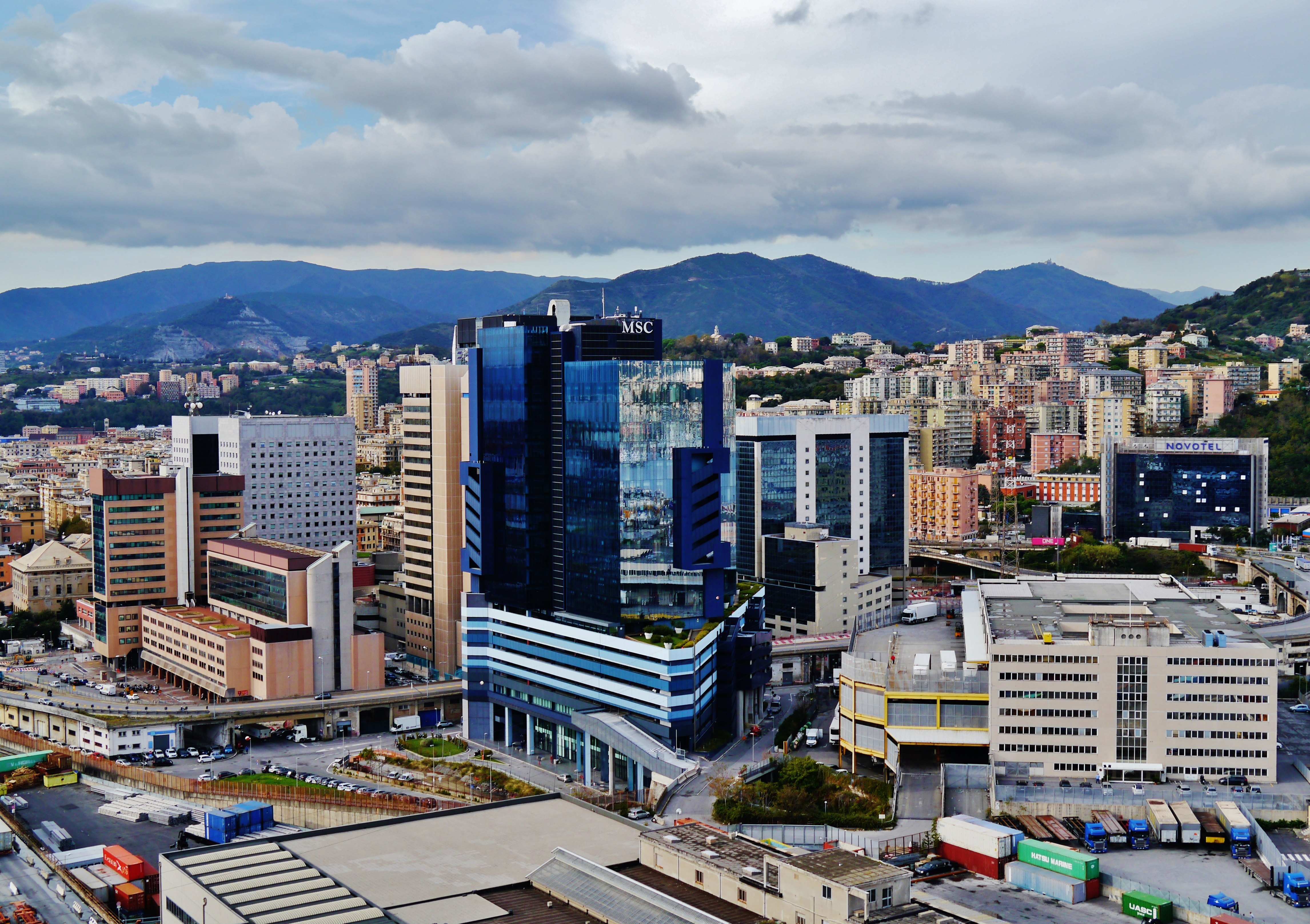
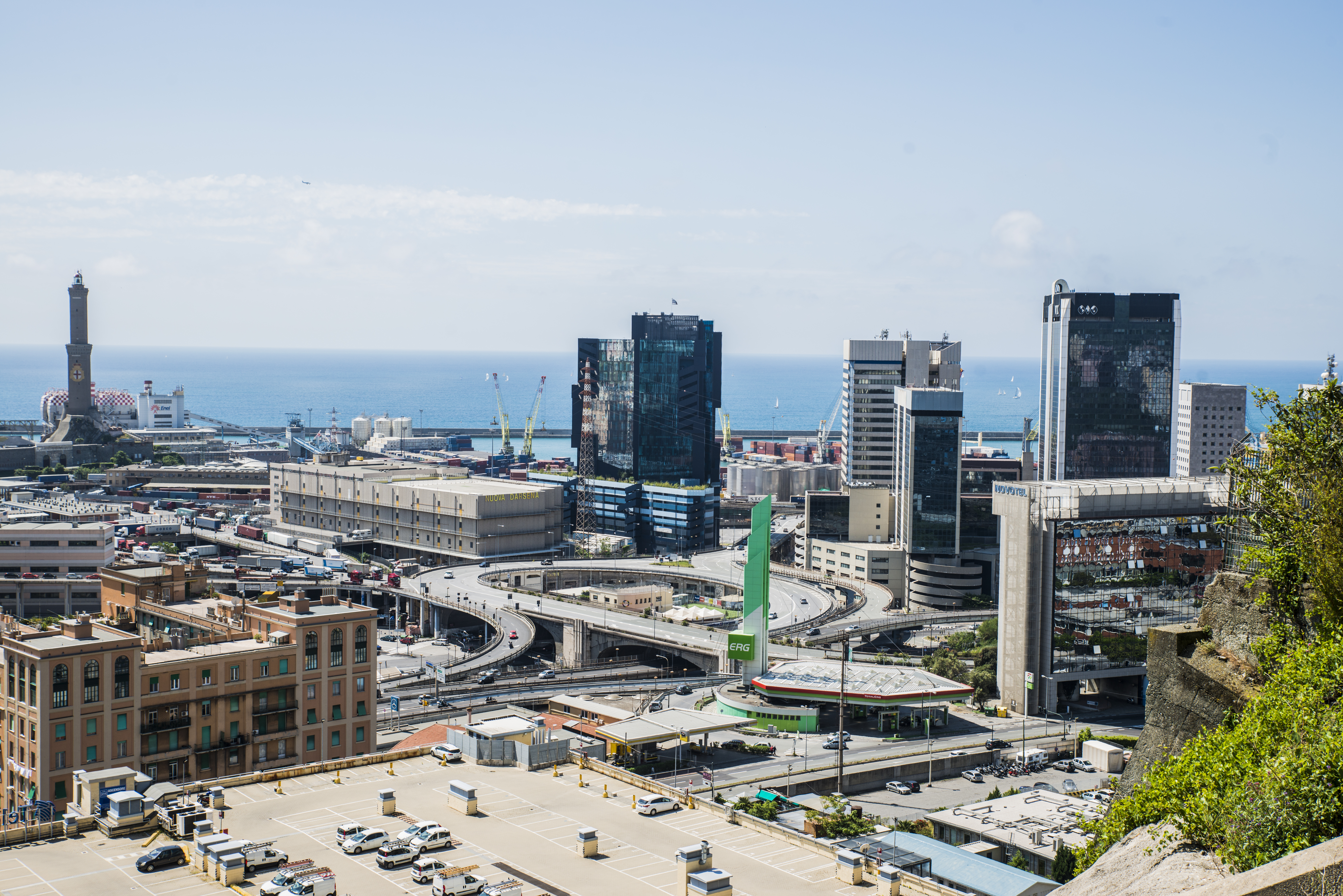